# Nedo Logli
Nedo Logli (* 23. Juli 1923 in Prato (Toscana); † 28. Oktober 2014 in Carmignano) war ein italienischer Radrennfahrer.

## Sportliche Laufbahn
Logli war im Straßenradsport aktiv. 1943 wurde er Unabhängiger, 1945 Berufsfahrer. 1943 siegte er im Giro dell’Emilia vor Primo Zuccotti. Weitere Siege gelangen ihm im Gran Premio Industria e Commercio di Prato, in der Coppa Placci 1946 und im Rennen Tre Valli Varesine 1949. Etappensiege holte Logli 1948 im Giro d’Italia, im Rennen Tre Valli Varesine 1949 sowie in der Argentinien-Rundfahrt 1951. Zweiter wurde er im Giro della Toscana hinter Bruno Pasquini, im Gran Premio  Industria e Commercio di Prato 1949, bei Mailand–Sanremo 1950 hinter Gino Bartali. 1949 wurde er beim Sieg von Fausto Coppi Dritter in der Lombardei-Rundfahrt. Den Giro d’Italia bestritt er viermal. 1949 wurde er 9., 1951 44. und 1952 50. der Gesamtwertung. 1950 war er ausgeschieden.